# 室蘭工業大学短期大学部
室蘭工業大学短期大学部（むろらんこうぎょうだいがくたんきだいがくぶ、英語: Muroran Institute of Technology Junior College）は、北海道室蘭市高砂町220に本部を置いていた日本の短期大学である。1960年に設置され、1966年に廃止された。

## 概要

### 大学全体
- 北海道室蘭市に所在した日本の国立短期大学で、併設元は室蘭工業大学工学部[注 1]。
- 1960年に開学[4]。2つの学科を擁し、各学科ともに修業年限は夜間部3年制で入学定員40名となっていた。
- 1963年度の入学生を最後に[注釈 1]、1966年に短期大学としての使命を終える[注釈 2]。

### 学風および特色
- 室蘭工業大学短期大学部は勤労学生のために夜間部が設けられていたが、1962年あたりから一般の学生が多くなったといわれる[8]。
- 当時、室蘭市内にある富士製鐵[注 2]や日本石油（現・JXTGエネルギー）などの企業で働きながら学ぶことを希望する人が多かったことから設置された[8]。

## 沿革
- 1960年
  - 4月1日 室蘭工業大学短期大学部が以下の学科体制にて開学[注 3]。
    - 機械科第二部 入学定員40名
    - 電気科第二部 入学定員40名
- 1961年
  - 5月1日 学生数[11]/定員
    - 機械科第二部 76[注釈 3]/80
    - 電気科第二部 75[注釈 3]/80
- 1962年
  - 5月1日 学生数[12]/定員
    - 機械科第二部 112[注釈 3]/120
    - 電気科第二部 108[注釈 3]/120
- 1963年
  - 4月1日 この年度で短期大学としての学生募集を最終とする[注釈 1]。
  - 5月1日 学生数[13]/定員
    - 機械科第二部 154[注釈 3]/120
    - 電気科第二部 78[注釈 3]/120
- 1964年
  - 5月1日 学生数[14]/定員
    - 機械科第二部 73[注釈 3]/80
    - 電気科第二部 71[注釈 3]/40
- 1965年
  - 5月1日 学生数[15]/定員
    - 機械科第二部 37[注釈 3]/40
    - 電気科第二部 22[注釈 3]/40
- 1966年
  - 3月31日 左記をもって正式に廃止となる[注釈 2]。

## 基礎データ

### 所在地
- 北海道室蘭市高砂町220[注釈 4]

## 教育および研究

### 組織

#### 学科
- 機械科第二部[注釈 5]
- 電気科第二部[注釈 5]

#### 専攻科
- なし

#### 別科
- なし

## 大学関係者と組織

### 大学関係者一覧
歴代学長
- 大賀悳二
- 大坪喜久太郎

## 施設

### キャンパス
- 工学部とキャンパスを共用していた。

## 対外関係

### 系列校
- 室蘭工業大学

## 卒業後の進路について

### 就職について
- 勤労学生が多かったようであり、故に新に就職した人は少なかったものとみられる。

## 関連サイト
- 室蘭工業大学#沿革